# 輪舞曲 (テレビドラマ)
『輪舞曲』（ロンド）は、TBS開局50年記念事業の一環として日曜劇場枠で放送された日韓共同製作のドラマの題名であり2006年1月15日から同年3月26日にかけてTBS系にて放送された。全11回。初回は2時間スペシャル、最終回は15分拡大。平均視聴率15.5%。また、韓国を代表する女優・チェ・ジウが日本製作のドラマに初出演・初主演することで話題を集めた。

## あらすじ
物語は、ある事件の捜査に立ち会う日本の刑事・ショウ（竹野内豊）と、日本で朝鮮料理店を営んでいるユナ（チェ・ジウ）の純愛模様を中心に、事件を取り巻く人間模様をサスペンスタッチで描いていくものである。いわゆる韓流テイストではなく、純日本風のラブストーリーの展開を目指していく。

## 主な登場人物
- 西嶋ショウ - 竹野内豊、田島健吾（幼少期）

主人公。本名、金山琢己。神狗の構成員で、琴美の運転手を務めているが、実は神狗に殺された父親の仇をとるために、神狗に潜り込んだ日本警察の命をうけた潜入捜査官（いわゆるモグラ）。パソコンのハッカー技術に優れ、ふとしたきっかけで、ユナと出会い、お互いひかれあう。実は韓国人という設定である。
- チェ・ユナ - チェ・ジウ、松岡日菜（幼少期）

ヒロイン。行方不明の父親を探すために妹のユニとともに来日し、朝鮮料理店「チャメ」を開店している。実は神狗の幹部・宋の血縁のない娘であり、神狗のハッカーである。プログラミングが得意で、音楽の才能にも恵まれており、来日当初はバイオリン演奏のアルバイトをしていた。本名は佐倉愛であり、実は日本人という設定である。
- 一ノ瀬あきら - 木村佳乃

ショウの幼なじみで婦人警官。危険な任務に就いているショウのことを絶えず心配している。中盤以降、危険な状況に陥ったショウを助けたりと陰ながらショウを支えている。
- 神狗（シェンクー）
  - 風間 龍一郎 - 杉浦直樹

アジアン・マフィア「神狗」のリーダー。カリスマ性に優れるも、長男・龍吾とは確執が絶えなかったようである。そのためか、偽札製造容疑で逮捕された時に全ての罪をかぶせられた。
  - 風間 龍吾 - 速水もこみち、宮澤航人（幼少期）

龍一郎の長男。龍一郎の逮捕後、神狗のリーダーとなる。自分のことを息子ではなく組織の操り人形としか見ていない龍一郎に憎悪に近い感情を抱いている。冷酷な性格で、裏切りものには容赦しない。確実に敵を冷徹に追い詰めていく。
  - 風間 琴美 - 市川由衣、中田光美（幼少期）

龍一郎の娘であり、龍吾の妹。専属運転手であったショウに思いを寄せている。物語序盤はユナにちょっかいを出していたりしていたが、龍一郎の逮捕後はスーパーでのアルバイトをはじめ、家族で幸せに暮らしたいと願っている。
  - ヒデ - 佐藤隆太

神狗の構成員で、常にショウの弟分として行動を共にしていた。だが、ある事件をきっかけにショウに助けられ、神狗から足を洗った。「一生ついていく」というぐらい、ショウを慕っている。男のくせにショウを「オッパ（오빠）」と呼ぶ。
- チェ・ユニ - イ・ジョンヒョン

ユナの妹。ユナとともに来日した。心臓の病気のために中盤から入院。純粋な性格で、家族の幸せを願っているのだが、避けられない運命に翻弄される。本名は佐倉唯であり、実は日本人と言う設定である。
- 伊崎吉彦 - 石橋凌

警察官で、ショウと同様、打倒神狗に全てをかけている。ショウの任務を知っていた唯一の人物。勝手な行動を続けたショウと仲たがいすることになるが、結局、神狗との銃撃戦で殉職。
- ソン・ギュファン（宋圭煥） - 橋爪功

龍一郎の秘書。非常に有能で、与えられた任務を確実に遂行していく。ユナとユニの義理父であり、ユナとユニの実父を殺した張本人である。それを隠してユナとユニを育ててきた。日本語と朝鮮語両方堪能という設定。
- キム・ヨンジェ - シン・ヒョンジュン

神狗の構成員。地位も高く、多数の部下を従えている。龍吾をライバル視しており、またユナの店も襲ったり、ショウをおびき出してワナにはめようとしていたのだが、実はショウと同様、韓国警察の潜入捜査官である。後にユナをかばい殉職する。
- 金山恵子 - 風吹ジュン、宝積有香（若い頃）

ショウの母親。ショウの行方を追っている。
- 金山正義 - 吹越満

ショウの父親。警察官。神狗による爆破テロで殉職。
- 松平鉄平 - 塩見三省

ユナの店「チャメ」の隣の、「八百まつ」の店主。
- 松平富士子 - 岡本麗

鉄平の妻。朝鮮語が分かり、ショウとユナの通訳のような役回りを務める。
- 戸田雅人 - ウエンツ瑛士
- 吉田さん - ムッシュかまやつ
- モユカ - ベッキー

ジャスティスが通うペットショップスタッフ。
- 白鳥クミ - 森下千里

薬物中毒で２話でシェンクーに殺される。
- パク・ケビン - リュウ・ヒジュン

キム・ヨンジェと常に一緒に行動している人物。日本語と朝鮮語が堪能である。
- 牛山紀夫 - 光石研

シェンクーのモグラ。
- 岩井康晴 - 二反田雅澄
- 津留彰彦 - 正名僕蔵
- 夏目雅史 - 竹財輝之助
- 樋口管理官 - 菅田俊
- エノキダ - 中丸新将
- リリー - 立川絵理
- サイ - 佐戸井けん太
- 小林肇 - 平田満

小林印刷の亭主。シェンクーの手先となり偽札を造幣していた。後にシェンクーに射殺される。
- 小林亮太 - 冨浦智嗣

小林印刷の息子。障害を抱えている。
- 大内舞子 - 佐藤寛子
- 佐倉圭介 - 石井英明

シェンクーに殺された警官の一人。佐倉愛(ユナ)の実父。
- アナウンサー - 向井政生、堀井美香
- 女性警官 - くわばたりえ

※注　チェ・ジウと木村は、2005年に行われた「日韓共同訪問年」でそれぞれの国の観光親善大使も担当した。

## スタッフ
- 脚本：渡邉睦月
- 音楽：菅野祐悟、KREVA
- 主題歌
  - 絢香 ayaka「I believe」（Warner Music Japan）
  - RUI（イ・スンチョル）「さよなら³」（ユニバーサル シグマ）
- 演出：平野俊一、生野慈朗、山室大輔
- プロデュース：植田博樹、吉野有子
- アソシエイトプロデュース：Chung Tae Won
- 音楽プロデュース：志田博英
- 制作協力：Yedang Entertainment Company、イェダン ジャパン
- 制作：TBSテレビ
- 製作：TBS

## サブタイトル
| 各話                                                       | 放送日        | サブタイトル                      | 視聴率 |
| ---------------------------------------------------------- | ------------- | --------------------------------- | ------ |
| 第1話                                                      | 2006年1月15日 | めぐりあい…愛と哀しみと宿命の二人 | 20.0%  |
| 第2話                                                      | 2006年1月22日 | 心の言葉                          | 15.2%  |
| 第3話                                                      | 2006年1月29日 | 哀しい約束～はじめての涙…         | 15.1%  |
| 第4話                                                      | 2006年2月05日 | つかの間のデート～揺れる思い      | 15.8%  |
| 第5話                                                      | 2006年2月12日 | 母の愛!!                          | 14.8%  |
| 第6話                                                      | 2006年2月19日 | キスの朝                          | 14.6%  |
| 第7話                                                      | 2006年2月26日 | 新章突入                          | 15.5%  |
| 第8話                                                      | 2006年3月05日 | 愛するが故の悲劇                  | 13.2%  |
| 第9話                                                      | 2006年3月12日 | 運命の地、ソウルへ                | 14.1%  |
| 第10話                                                     | 2006年3月19日 | 償うべき罪守るべき愛              | 14.6%  |
| 最終話                                                     | 2006年3月26日 | さよなら愛しき人                  | 17.7%  |
| 平均視聴率 15.9%（視聴率は関東地区・ビデオリサーチ社調べ） |               |                                   |        |

## 主な撮影現場
第1話の薬局の場面は京急本線新馬場駅前商店街のトモ薬局前、第2話のチェ・ジウが橋で手紙を読む場面は新馬場駅近くの目黒川沿いの城南信用金庫品川支店付近で撮影が行われていた。第9話でチェ・ジウが韓国の地で通り過ぎた学校は韓国中央高等学校であり、これは「冬のソナタ」でチェ・ジウがチョン・ユジン役として通っていた高校と同じロケ地を使用している。

## 補足
- 第7話にガチバカ!からの特別出演として斉藤慶太、王様のブランチからの特別出演として白石みきが出演している。
- 第9話に特別出演としてキム・ヘスク（冬のソナタでチェ・ジウ演じるチョン・ユジンの母親役）が出演している。